# Apper
Apper（舊稱KPackageKit）是一個自由開源的Linux應用程式，是PackageKit軟體包管理系統的KDE圖形前端。
Apper與舊的KPackageKit相比有一個最大的不同：Apper可以列出“應用程式”，而不單單只是列出“軟體包”。這個特性使其對用戶更加的友善，並允許用戶直接搜尋並安裝應用程式而不必處理複雜的與其他軟體包的相依性。除了安裝新的應用程式，它也可以讓使用者方便的移除或升級應用程式。它可以與同為AppStream專案的Ubuntu 軟體中心相提並論。
Apper被數個發行版所採用，像是Fedora以及openSUSE。

## 外部連結
- dantti.wordpress.com – 開發者的部落格